# Longhill Mill

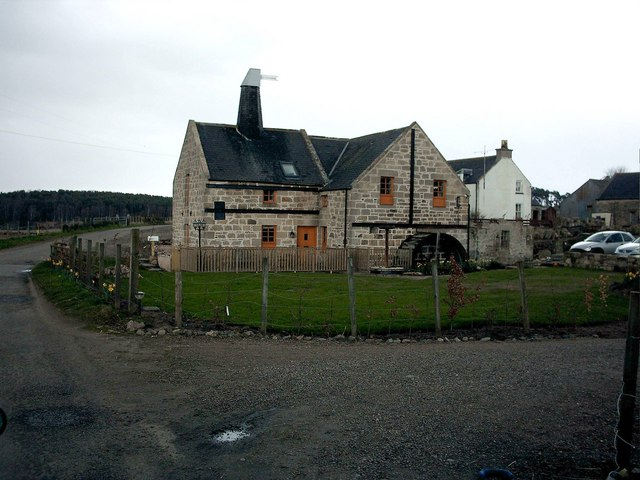
Longhill Mill

Die Longhill Mill ist eine ehemalige Wassermühle in der schottischen Ortschaft Lhanbryde in der Council Area Moray. 1971 wurde das Bauwerk in die schottischen Denkmallisten in der höchsten Denkmalkategorie A aufgenommen.

## Geschichte
Am Standort ist bereits seit 1733 eine Mühle verzeichnet. Auf einer Karte aus der Mitte des 19. Jahrhunderts war sie als Getreidemühle verzeichnet. Um diese Zeit wurde das heute erhaltene Müllerhaus errichtet. Die Mühle besaß einen Mühlteich, aus welchem das Wasser dem Wasserrad zugeführt wurde. Im späten 19. Jahrhundert fiel die Mühle einem Brand zum Opfer. Die heutige Longhill Mill wurde im Jahre 1891 am selben Standort errichtet. Sie wurde als Getreidemühle bis 1969 betrieben. 2003 wurde die Longhill Mill restauriert und zu einem Wohngebäude umgenutzt.

## Beschreibung
Die Longhill Mill steht nahe dem Bach Longhill Burn am Nordrand von Lhanbryde. Die zweigeschossig ausgeführte Wassermühle weist einen T-förmigen Grundriss auf. An der Südostseite setzt sich ein einstöckiger Anbau fort. Das Mauerwerk der Mühle gesteht aus Bruchstein, der zu ungleichen Quadern behauen wurde und zu einem Schichtenmauerwerk verbaut wurde. Von dem schiefergedeckten Satteldach ragt ein firstständiger Ventilationsturm auf.
Es sind drei gereihte Paare von Mahlsteinen installiert. Zum Antrieb ist ein oberschlächtiges Wasserrad mit einem Durchmesser von rund 3,7 Metern installiert. Das 1,4 Meter breite Holzrad ist mit acht stählernen Speichen ausgeführt.